# Résolution 1457 du Conseil de sécurité des Nations unies
Membres permanents
- Chine
- États-Unis
- France
- Royaume-Uni
- Russie

Membres non permanents
- Allemagne
- Angola
- Bulgarie
- Chili
- Cameroun
- Espagne
- Guinée
- Mexique
- Pakistan
- Syrie

Résolution no 1456 Résolution no 1458
La résolution 1457 du Conseil de sécurité des Nations Unies, adoptée à l'unanimité le 24 janvier 2003, après avoir rappelé les résolutions 1291 (2000), 1304 (2000), 1323 (2000), 1332 (2000), 1341 (2001), 1355 (2001), 1376 (2001). ), 1417 (2002) et 1445 (2002) sur la situation en République démocratique du Congo, le conseil a condamné le pillage des ressources naturelles du pays et a demandé un mandat de six mois pour une commission d'enquête sur la question.

## Résolution

### Préambule
Le Conseil de sécurité a réaffirmé la souveraineté et l'intégrité territoriale de la République démocratique du Congo et des autres États de la région, et notamment sa souveraineté sur les ressources naturelles de son territoire. Il a réitéré son engagement à mettre un terme au pillage des ressources du pays en faveur du processus de paix. La situation dans le pays continue de constituer une menace pour la paix et la sécurité internationales dans la région des Grands Lacs africains.

### Dispositif
Le groupe d'experts qui a enquêté sur l'exploitation illégale des ressources naturelles de la République démocratique du Congo a rendu son rapport. La résolution a condamné l'exploitation des ressources naturelles comme un facteur majeur alimentant le conflit dans la région, et tous les États ont été appelés à mettre fin à ces activités illégales,. Le Conseil a souligné que le retrait complet des troupes étrangères et la mise en place d'un gouvernement de transition inclusif constituaient des étapes importantes pour mettre fin au pillage des ressources naturelles du pays.
La résolution reconnaît l'importance des ressources naturelles pour l'avenir de la République démocratique du Congo et exhorte les institutions et organisations financières internationales à établir des structures pour contrôler l'exploitation des ressources. La relation entre le pillage illicit des ressources naturelles et la poursuite du conflit méritait une enquête plus approfondie, et c'est pourquoi le Secrétaire général Kofi Annan a été invité à donner à une commission d'enquête un mandat de six mois pour examiner plus en détail la question et formuler des recommandations. Les individus, les entreprises et les pays ont été invités à répondre au précédent rapport d'enquête avant le 31 mars 2003 et à ce que leurs observations soient publiées sur demande.
Enfin, les pays ont été encouragés à mener leurs propres enquêtes sur les conclusions du groupe d'experts et les mesures prises à cet égard par la République démocratique du Congo, le Rwanda, l'Ouganda et le Zimbabwe ont été saluées par le Conseil.

## Voir également
- Guerre du Kivu
- Conflit d'Ituri
- Accord de cessez-le-feu de Lusaka
- Deuxième guerre du Congo